# Zbigniew Preisner

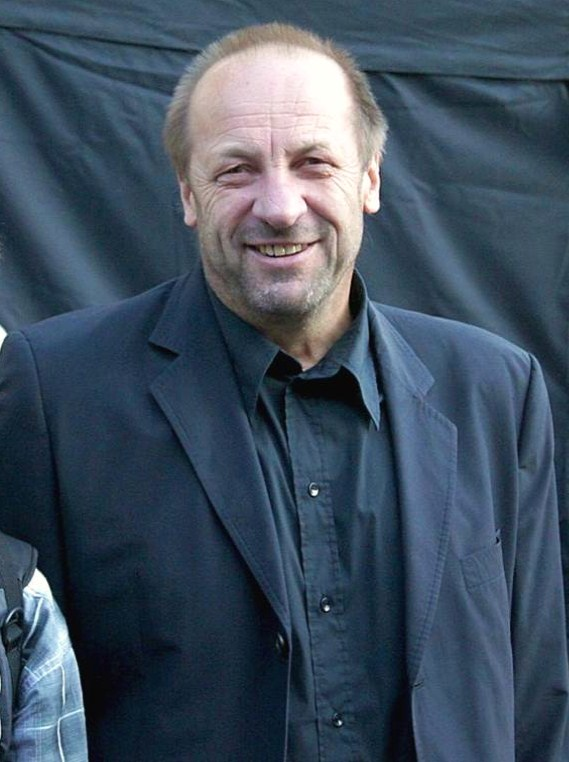
Zbigniew Preisner (2011)

Zbigniew Antoni Preisner (Bielsko-Biała, 20 mei 1955) is een Pools filmcomponist. 
Preisner studeerde kunstgeschiedenis en filosofie aan de universiteit van Krakau. In zijn jeugdjaren volgde hij gitaar- en pianolessen, maar zonder de bedoeling componist te worden. Op zijn 22ste begon hij muziek te componeren voor het bekende cabaret Piwnica Pod Baranami ("De Kelder Onder de Rammen") in Krakau, een stuk dat zijn naam dankt aan de kelders van het stadspaleis van de familie Potocki (Pałac Pod Baranami). Nog geen twee jaar later begon hij te werken voor de Poolse televisie en filmindustrie. 
Preisner werd bekend als huiscomponist van de Poolse regisseur Krzysztof Kieślowski. Enkele scores werden uitgebracht onder de naam Van den Budenmayer, een fictieve Nederlandse componist, maar ook deze muziek werd gecomponeerd door Preisner.

## Vruchtbare relatie met Kieslowski
De samenwerking met de Poolse regisseur en diens scriptschrijver Krzysztof Piesiewicz startte in 1983. Hij schreef voor het duo 17 scores waaronder Dekalog (1987-88), La double vie de Véronique (1990), Trois Couleurs: Bleu (1993), Trois Couleurs: Blanc (1994) en Trois Couleurs: Rouge (1994). Dankzij het succes van deze films verkreeg Preisner internationale aandacht.
De muziek van Preisner speelde altijd een belangrijke rol in de Kieslowski-films. Zodanig zelfs dat filmcritici schreven dat Kieslowski’s beelden eerder Preisner's muziek ondersteunden dan omgekeerd. De hechte relatie tussen beide wordt beschouwd als een van de meest vruchtbare uit de filmmuziekgeschiedenis, naast succesvolle samenwerkingen tussen bijvoorbeeld Sergio Leone en Ennio Morricone. Preisners favoriete filmcomponist is Ennio Morricone vanwege de ironie en dramatiek die Preisner in Morricone's muziek terugvindt.
Van zijn soundtracks voor La double vie de Véronique en de Trois Couleurs-trilogie werden meer dan 2 miljoen exemplaren verkocht. Voor de trilogie kreeg hij verschillende prijzen van de Los Angeles Film Critics. Voor Trois Couleurs: Rouge ontving hij in Frankrijk een César Award.

## Internationaal succes
Preisner krijgt internationaal aandacht en wordt sinds de jaren 90 regelmatig gevraagd om filmmuziek te schrijven voor Europese en de laatste jaren voor Amerikaanse films.  In 1991 leverde hij zijn eerste bijdrage voor een Amerikaanse film At Play in the Fields of the Lord, waarvoor hij een Golden Globenominatie ontving. 
In 1992 verscheen de score voor Damage van Louis Malles, waarin duidelijk de invloeden van Preisners twee grootste voorbeelden, de Poolse componisten Henryk Gorecki en Kryzstof Penderecki, te horen zijn. Voor het eerst vallen jazzritmes te bespeuren in zijn muziek, een aanpak die hij in latere scores, waaronder Quartet in Four Movements, heeft verfijnd. 
In 1993 vroeg Francis Ford Coppola hem om de score te componeren voor The Secret Garden van Agnieszka Holland, waarvan Coppola de producer was. Datzelfde jaar verschenen ook de scores voor de BBC/PBS-documentairereeks People's Century over de geschiedenis van de 20e eeuw. De documentairereeks werd uitgezonden in de Verenigde Staten en in meer dan 30 landen. Hij kreeg er een prijs voor op The Royal Television Society Craft & Design Awards-uitreiking.  
In de jaren negentig verschenen de Preisner-scores voor o.a. de hollywoodfilm When A Man Loves A Woman (1994), Jean Becker's Elisa (1995), Feast Of July (1995), A True Story (1995), The Island On Bird Street (1996), Foolish Heart (1998) en Dreaming of Joseph Lees (1999).  Voor de film The Island On Bird Street van Soren Kragh-Jacobson kreeg hij een Zilveren Beer op het filmfestival van Berlijn.
Preisner maakte in 1998 het album 'Requiem for my Friend' opgedragen aan filmmaker Krzysztof Kieslowski, die tijdens de opnames ervan, in maart 1996, overleed. Het album bevat bijdragen van de Sinfonia Varsovia en The Varsov Chamber Choir met de Poolse sopraan Elzbieta Towarnicka.  Het was zijn eerste grote werk dat niet geschreven is als filmmuziek. De stijl van Preisner op het album is romantisch en melodieus, beïnvloed door Jean Sibelius.
Tussen 2002-2004 werkte hij aan de bekende films Between Strangers (met Sophia Loren en Gérard Depardieu), It's All About Love van Thomas Vinterberg (met Sean Penn), Effroyable Jardins, de film Supertex (met Jan Decleir) en The Beautiful Country (met Nick Nolte).
In 2006 schreef Preisner, ter vervanging van Ennio Morricone, de score voor de Nederlandse film Sportsman of the Century van Mischa Alexander. Hij deed ook de orkestraties voor "On An Island" van Pink Floyd-gitarist David Gilmour.  Preisner kwam met Gilmour voor het eerst in contact in 1993 bij de in ontvangstneming van zijn prijs voor de BBC-productie 'People's Century'. Gilmour inviteerde Preisner wetende dat hij een Pink Floyd-fan is. 
Op 12 maart 2006 was Preisner de centrale figuur op het Internationaal Filmfestival van Vlaanderen-Gent voor het filmmuziekconcert 'Zbigniew Preisner, A Tribute To Kieslowski' waar hij samen met het Kursaal Oostende en het Vlaams Radio Orkest livemuziek bracht uit zijn repertoire met Kieslowski. Een jaar eerder was hij er ook te gast voor het evenement Polish Composers in Concert waar hij een Joseph Plateau Lifetime Achievement Award ontving.
Op 26 augustus 2006 begeleidde Preisner het optreden van David Gilmour in Gdańsk als orkestleider. De meer dan twee uur durende show werd bijgewoond door de Poolse politici Lech Wałęsa en Pawel Adamowicz.
Een nieuw georkestreerd album 'Silence, Night & Dreams', gebaseerd op teksten uit het Bijbelboek Job, verscheen op 4 februari 2008. Vijf songs werden ingezongen door Teresa Salgueiro (Madredeus).
Zijn score voor de film Un Secret van Claude Miller werd genomineerd voor een César.
In 2012 ontving hij het officierskruis in de Orde Polonia Restituta.

## Citaat
I don't like going back and doing what I've already done, but I had to know whether my music 'sounded' as good without a film accompanying it.
Vertaling: "Ik hou er niet van om terug te gaan en te doen wat ik al gedaan heb, maar ik moest weten of mijn muziek ook goed klinkt zonder de begeleiding van een film."

## Georkestreerde albums
- Requiem for my friend (1998)
- Life (1998)
- 10 easy pieces for piano (2000)
- Silence, Night & Dreams (2008)

## Filmografie
- 1983: Prognoza pogody
- 1985: Bez konca
- 1986: Kolysanka
- 1986: Lubie nietoperze
- 1988: Krótki film o zabijaniu
- 1988: Krótki film o milosci
- 1988: Kocham kino
- 1988: Dziewczynka z hotelu Excelsior
- 1989: Dekaloog (miniserie)
- 1989: Ostatni dzwonek
- 1990: W srodku Europy
- 1990: Eminent Domain
- 1990: Europa Europa
- 1991: La Double Vie de Véronique
- 1991: At Play in the Fields of the Lord
- 1992: Zwolnieni z zycia
- 1992: Olivier, Olivier
- 1992: Damage
- 1993: The Secret Garden
- 1993: Trois couleurs: Bleu
- 1993: O Fio do Horizonte
- 1994: Trois couleurs: Blanc
- 1994: When a Man Loves a Woman
- 1994: Trois couleurs: Rouge
- 1994: Mouvements du désir
- 1995: Ëlisa
- 1995: Feast of July
- 1997: The Island on Bird Street
- 1997: FairyTale: A True Story
- 1998: Corazón iluminado
- 1999: The Last September
- 1999: Dreaming of Joseph Lees
- 2000: Aberdeen
- 2001: Weiser
- 2002: Between Strangers
- 2003: It's All About Love
- 2003: Effoyables jardins
- 2003: SuperTex
- 2004: The Beautiful Country
- 2005: Harrys döttrar
- 2006: De Sportman van de Eeuw
- 2007: Un secret
- 2008: Anonyma - Eine Frau in Berlin
- 2012: Aglaja
- 2014: A História Da Eternidade
- 2015: Angelica
- 2015: My Hindu Friend
- 2016: Dear Child
- 2016: La reina de España
- 2017: Skyggenes dal
- 2017: Lies We Tell
- 2020: El olvido que seremos

## Prijzen
Berlin International Film Festival
- 1997 Silver Bear for Outstanding Individual Performance Island on Bird Street (1997)

French Academy of Cinema
- 1995 Best Musical Score Elisa (1995)
- 1994 Best Music Red (1994)

L.A. Film Critics Association
- 1992 Best Music Score Blue (1994)
- 1992 Best Music Score Olivier, Olivier (1993)
- 1991 Best Music Score Damage (1992)
- 1990 Best Music Score At Play in the Fields of the Lord (1991)
- 1990 Best Music Score Double Life of Veronique (1991)
- 1990 Best Music Score Europa Europa (1991)

### Nominaties
Genie Award
- 2002 Best Orignal Score Between Strangers (2002)

Golden Globe
- 1993 Best Original Score Blue (1994)